# سیارک ۱۴۶۶
سیارک ۱۴۶۶ (به انگلیسی: 1466 Mundleria، نامگذاری:1938KA) هزار و چهارصد و شصت و ششمین سیارک کشف شده‌است که در ۳۱ مه ۱۹۳۸ و در هایدلبرگ کشف شد.
قدر مطلق سیارک برابر ۱۱٫۹۰ است.